# アレッサンドロ・ヴァリニャーノ
アレッサンドロ・ヴァリニャーノ（ヴァリニャーニ、Alessandro Valignano / Valignani、1539年2月15日 - 1606年1月20日）は、安土桃山時代から江戸時代初期の日本を訪れたイエズス会の宣教師、カトリック教会の司祭。イエズス会東インド管区の巡察師として活躍し、天正遣欧少年使節派遣を計画・実施した。

## 生涯と業績

### イエズス会入会まで
1539年、イタリア・ナポリ王国のキエーティで名門貴族の家に生まれたヴァリニャーノは、名門パドヴァ大学で法学を学んだ後、キエーティの司教をつとめた関係でヴァリニャーノ家と親交のあった教皇パウルス4世に引き立てられてローマで働くことになった。パウルス4世の後継者ピウス4世もヴャリニャーノの才能を評価し、より重要な任務につかせようとした。ヴァリニャーノはこれに応えて聖職者となることを決意し、パドヴァ大学で神学を学ぶと1566年にイエズス会に入会した。入会後に哲学を深めるため、ローマ学院で学んだが、この時の学友に後のイエズス会総長クラウディオ・アクアヴィーヴァ (Claudio Acquaviva) がいた。
1570年、誓願を宣立し、司祭に叙階される。1571年から修練院で教えていたが、教え子の中には後に中国宣教で有名になるマテオ・リッチらがいた。1573年、総長エヴェラルド・メルクリアン（エヴラール・メルキュリアン） (Everard Mercurian) の名代として広大な東洋地域を回る東インド管区の巡察師に大抜擢された。イタリア出身のヴァリニャーノが巡察師という重要なポストに選ばれたのは、当時のイエズス会内の2大勢力であったスペイン・ポルトガルの影響による弊害を緩和するためであったといわれている。彼は1574年3月21日にリスボンを出発し、同年9月にゴアに到着。管区全体をくまなく視察した。インドの視察を終えたヴァリニャーノは1577年9月にゴアを経つと同年10月19日、マラッカに入った。

### マカオから日本へ
ヴァリニャーノは1578年9月、ポルトガルが居留地を確保していたマカオに到着したが、同地のイエズス会員のだれ一人として中国本土定住が果たせなかったことを知った。彼はイエズス会員が中国に定住し、宣教活動をするためにまず何より中国語を習得することが大切であると考えた。彼はゴアにあった東インド管区本部の上司に手紙を書き、この任務にふさわしい人物としてベルナルディーノ・デ・フェラリス（Bernardino de Ferraris）の派遣を願ったが、フェラリスはコーチのイエズス会修道院の院長として多忙をきわめていたため、代わりにミケーレ・ルッジェーリが派遣されることになった。
ヴァリニャーノは1579年7月、到着したルッジェーリと入れ替わるように日本へ出発した。ヴァリニャーノの指示にしたがってルッジェーリは中国語の学習に取り組み、この任務にふさわしい人材としてマテオ・リッチのマカオへの派遣をヴァリニャーノに依頼、ヴァリニャーノがゴアに派遣を要請したことでリッチがマカオに送られ、ルッジェーリとリッチの二人は1582年8月7日から共同で宣教事業に取り組んだ。	

### 日本訪問
ヴァリニャーノが当時の東インド管区の東端に位置する日本［肥前国 口ノ津港 (現：長崎県南島原市) ］にたどり着いたのは1579年（天正7年）7月25日のことであった。この最初の滞在は1582年（天正10年）まで続く。
ヴァリニャーノは日本におけるイエズス会の宣教方針として、後に「適応主義」と呼ばれる方法をとった。それはヨーロッパのキリスト教の習慣にとらわれずに、日本文化に自分たちを適応させるという方法であった。彼のやり方はあくまでヨーロッパのやり方を押し通すフランシスコ会やドミニコ会などの托鉢修道会の方法論の逆を行くもので、ヴァリニャーノはこれを理由としてイエズス会以外の修道会が日本での宣教を行うことを阻止しようとし、後のイエズス会と托鉢修道会の対立につながる。
1581年（天正9年）、イエズス会員のための宣教のガイドライン、『Il Cerimoniale per i Missionari del Giappone（『日本における宣教師のための儀典書』（日本の風習と流儀に関する注意と助言））を執筆した。その中で、彼はまず宣教師たちが日本社会のヒエラルキーの中でどう位置づけられるかをはっきりと示した。彼はイエズス会員たちが日本社会でふるまうとき、社会的地位において同等であると見なす高位の僧侶たちのふるまいにならうべきであると考えた。当時の日本社会はヒエラルキーにしたがって服装、食事から振る舞いまで全てが細かく規定されていたのである。具体的にはイエズス会員たちは、高位の僧侶たちのように良い食事を取り、長崎市中を歩く時も彼らにならって従者を従えて歩いた。このようなやり方が「贅沢」であるとして日本のイエズス会員たちはヨーロッパで非難された。そのような非難は托鉢修道会からだけでなく、イエズス会内部でも行われた。
ヴァリニャーノは巡察師として日本各地を訪れ、大友宗麟・高山右近・織田信長らと謁見している。1581年、織田信長に謁見した際には、安土城を描いた屏風（狩野永徳作とされる）を贈られ、屏風は教皇グレゴリウス13世に献上されたが、現在に到るも、その存在は確認されておらず、行方不明のままである。また、信長が黒人を見たいと所望したため連れて行った黒人奴隷を信長に献上した。弥助と名づけられて信長が死去するまでの15か月間ほど信長に仕えたとされている。
またこの最初の来日時に、当時の日本地区の責任者であったポルトガル人準管区長フランシスコ・カブラルのアジア人蔑視の姿勢が布教に悪影響を及ぼしていることを見抜き、激しく対立。1582年にカブラルを日本から去らせた。ヴァリニャーノは日本人の資質を高く評価すると共に、カブラルが認めなかった日本人司祭の育成こそが急務と考え、司祭育成のために教育機関を充実させた。それは1580年（天正8年）に肥前有馬（現：長崎県南島原市）と近江安土（現・滋賀県近江八幡市安土町）に設立された小神学校（セミナリヨ）、1581年に豊後府内（現：大分県大分市）に設けられた大神学校（コレジオ）、そして1580年に豊後臼杵に設置されたイエズス会入会の第1段階である修練期のための施設、修練院（ノビシャド）であった。また、日本布教における財政システムの問題点を修正し、天正遣欧少年使節の企画を発案した。これは日本人にヨーロッパを見せることと同時に、ヨーロッパに日本を知らしめるという2つの目的があった。1582年、ヴァリニャーノはインドのゴアまで付き添ったが、そこで分かれてゴアに残った。

### 再来日と晩年

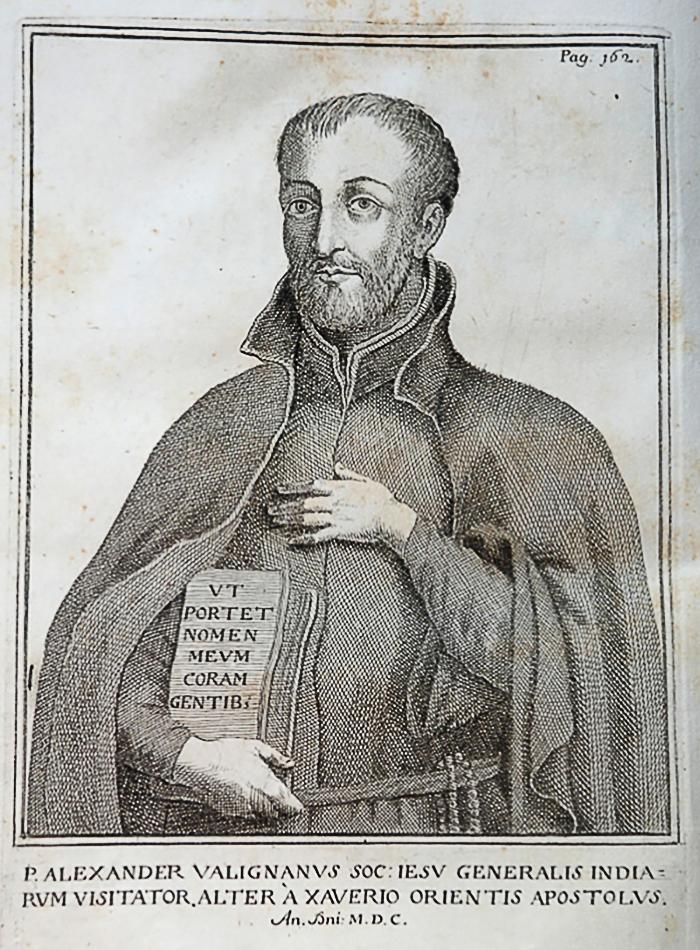
アレッサンドロ・ヴァリニャーノ（1599年）

1590年（天正18年）の2度目の来日は、帰国する遣欧使節を伴って行われた。このときは1591年（天正19年）に聚楽第で豊臣秀吉に謁見している。また、日本で初めての活版印刷機を導入、後に「キリシタン版」とよばれる書物の印刷を行っている。1598年（慶長3年）、最後の来日では日本布教における先発組のイエズス会と後発組のフランシスコ会などの間に起きていた対立問題の解決を目指した。
1603年（慶長8年）に最後の巡察を終えて日本を去り、3年後にマカオでその生涯を終えた。聖ポール天主堂の地下聖堂に埋葬されたが、その後天主堂の焼失・荒廃により地下聖堂ごと所在不明となった。しかし1990年から1995年の発掘により発見され、現在は博物館として観光用に整備されている。

## 歴史小説
- 遠藤周作『沈黙』新潮文庫、改版2003年 ほか

マカオ駐在のイエズス会員・ヴァリニャーノで登場する。ただし作品の時期は島原の乱の後とされており、ヴァリニャーノは1606年に没したので、史実とは一致しない。
- 辻邦生『安土往還記』新潮文庫、改版2005年 ほか。後半に登場する。
- ベッピ・キュッパーニ『救い Salvezza』、中嶋浩郎訳、みすず書房、2023年

1980年生まれ、妻は漫画家、エッセイストのヤマザキマリ（裏表紙イラストを担当）